# Saint-Yrieix-le-Déjalat
Saint-Yrieix-le-Déjalat ist eine französische Gemeinde mit 329 Einwohnern (Stand 1. Januar 2022) im Département Corrèze in der Region Nouvelle-Aquitaine und Hauptort des Kantons Égletons. Die Einwohner nennen sich  Arédiens (weibl. Form Arédiennes).

## Geografie
Die Gemeinde liegt im Zentralmassiv, im südlichen Teil des Plateau de Millevaches und somit auch im Regionalen Naturpark Millevaches en Limousin. Tulle, die Präfektur des Départements liegt etwa 30 Kilometer südwestlich und Ussel rund 30 Kilometer nordöstlich sowie Égletons etwa neun Kilometer südöstlich.
Nachbargemeinden von Saint-Yrieix-le-Déjalat sind Bonnefond im Norden, Péret-Bel-Air im Osten, Égletons im Südosten, Rosiers-d’Égletons im Süden Sarran im Südwesten, Chaumeil im Westen sowie Grandsaigne im Nordwesten.

## Wappen
Beschreibung: In Rot ein goldener Schrägbalken und im rechten Obereck Rot-Gold geschacht.

## Verkehr
Die Autoroute A89 ist in der Nähe Égletons erreichbar über die Abfahrt 22.

## Geschichte
Der Name Saint-Yrieix-le-Déjalat geht auf Aredius von Limoges zurück, Sohn des Jocundus, eines reichen gallisch-römischen Adligen. Er war ein Zeitgenosse von Gregor von Tours, der auch einige biografische Information über Aredius hinterließ. Aredius gründete das Kloster Attan, woraus sich dann später der Ort Saint-Yrieix-la-Perche entwickelte.

## Einwohnerentwicklung
| Jahr      | 1962 | 1968 | 1975 | 1982 | 1990 | 1999 | 2007 | 2016 |
| Einwohner | 509  | 512  | 461  | 448  | 423  | 392  | 402  | 345  |

## Sehenswürdigkeiten
- Die Kirche Saint-Yrieix-le-Déjalat, einschiffige romanische Kirche aus dem 12. bis 15. Jahrhundert[2]
- Das feste Haus von Montamar aus dem 13. und 14. Jahrhundert